# Staatsschuldenquote in Luxemburg
Die Staatsschuldenquote Luxemburgs gibt das Verhältnis zwischen den luxemburgischen Staatsschulden einerseits und dem luxemburgischen nominalen Bruttoinlandsprodukt andererseits an.

## Entwicklung in den letzten Jahren
Die Staatsschuldenquote Luxemburgs stieg aufgrund der Finanzkrise zwischen 2008 und 2013 an. Entsprach die Staatsverschuldung von 5,4 Mrd. Euro Ende 2008 einer Staatsschuldenquote von 14,4 %, so erreichte die Staatsschuldenquote Ende 2013 angesichts eines Schuldenstandes von dann inzwischen 10,5 Mrd. Euro einen Wert von 23,1 %.

## Prognostizierte Entwicklung
Der Internationale Währungsfonds geht davon aus, dass die Staatsschuldenquote Luxemburgs bis Ende 2019 bei einem Schuldenstand von dann 20,3 Mrd. Euro auf 35,2 % ansteigt. Damit würde Luxemburg das Maastricht-Kriterium von höchstens 60 % weiterhin erreichen.